# Ligament ulno-capital
 (septembre 2022).
 
Le ligament ulno-capital est un ligament extrinsèque du carpe. Il prend son origine directement au niveau de la tête de l'ulna, au niveau de la fovéa. Il est oblique vers le bas et le dehors. Au cours de son trajet, il va aller renforcer la portion palmaire du ligament interosseux luno-triquetral ; puis, au niveau de l'articulation médio-carpienne, il va s'orienter radialement et ses fibres vont s'intriquer à celles du ligament radio-scapho-capital. Il va également laisser quelques fibres pour l'os capitatum.